# تری ستودن
تری ستودن (به چکی: Tři Studně) یک منطقهٔ مسکونی در جمهوری چک است که در Žďár nad Sázavou District واقع شده‌است.

## خصوصیات
تری ستودن ۴٫۴۲ کیلومترمربع مساحت و ۱۰۳ نفر جمعیت دارد و ۷۳۳ متر بالاتر از سطح دریا واقع شده‌است.